# Parallelia palumba
Parallelia palumba là một loài bướm đêm trong họ Erebidae.